# Brevoxathres albobrunnea
Brevoxathres albobrunnea là một loài bọ cánh cứng trong họ Cerambycidae.